# Ana Sofía de Sajonia-Gotha-Altemburgo
Ana Sofía de Sajonia-Gotha-Altemburgo (Gotha, 22 de diciembre de 1670-Rudolstadt, 28 de diciembre de 1728) fue una princesa de Sajonia-Gotha-Altemburgo, y por matrimonio princesa de Schwarzburgo-Rudolstadt.

## Biografía
Ana Sofía era la hija mayor del duque Federico I de Sajonia-Gotha-Altemburgo (1646-1691) de su matrimonio con Magdalena Sibila (1648-1681), hija del duque Augusto de Sajonia-Weissenfels.
Se casó el 15 de octubre de 1691 en el castillo de Friedenstein con el conde Luis Federico I de Schwarzburgo-Rudolstadt (1667-1718). En 1710, su esposo fue elevado al rango de príncipe imperial y Ana Sofía se convirtió en la primera princesa de Schwarzburgo-Rudolstadt. Tres años después, el país introdujo la orden de primogenitura, convirtiendo al hijo mayor de Ana Sofía en el heredero de su padre.

## Matrimonio y descendencia
El 15 de octubre de 1691 en el castillo de Friedenstein en Gotha, Ana Sofía contrajo matrimonio con Luis Federico I de Schwarzburgo-Rudolstadt, el hijo del príncipe Alberto Antonio de Schwarzburgo-Rudolstadt. Tuvieron 13 hijos:
- Federico Antonio (1692-1744), sucesor de su padre como príncipe de Schwarzburgo-Rudolstadt. Desposó a:
  1. Sofía Guillermina de Sajonia-Coburgo-Saalfeld (1690-1727)
  2. Cristina Sofía de Frisia Oriental (1688-1750)
- Amalia Magdalena (1693-1693).
- Sofía Luisa (1693-1776).
- Sofía Juliana (1694-1776), una monja en la abadía de Gandersheim.
- Guillermo Luis (1696-1757), desposó en 1726 morganáticamente a Caroline Henriette Gebauer (1706-1794), quien fue hecha baronesa de Brockenburg en 1727.
- Cristina Dorotea (1697-1698).
- Alberto Antonio (1698-1720).
- Emilia Juliana (1699-1774).
- Ana Sofía (1700-1780), desposó en 1723 al duque Francisco Josías de Sajonia-Coburgo-Saalfeld (1697-1764).
- Sofía Dorotea (1706-1737).
- Federica Luisa (1706-1787).
- Magdalena Sibila (1707-1795), una monja en la abadía de Gandersheim.
- Luis Gunter II (1708-1790), príncipe de Schwarzburgo-Rudolstadt. Desposó en 1733 a la condesa Sofía Enriqueta de Reuss-Untergreiz (1711-1771).

- Datos: Q443078
- Multimedia: Anna Sophie of Saxe-Gotha-Altenburg / Q443078